# Новоданилівська сільська рада (Казанківський район)
Новодани́лівська сільська́ ра́да — адміністративно-територіальна одиниця та орган місцевого самоврядування в Казанківському районі Миколаївської області. Адміністративний центр — селище Новоданилівка.

## Загальні відомості
- Населення ради: 795 осіб (станом на 2001 рік)

## Населені пункти
Сільській раді підпорядковані населені пункти:
- с-ще Новоданилівка
- с-ще Гранітне

## Склад ради
Рада складається з 12 депутатів та голови.
- Голова ради: Середа Сергій Іванович
- Секретар ради: Коптєва Зінаїда Володимирівна

### Керівний склад попередніх скликань
| Прізвище, ім'я, по батькові   | Основні відомості                                                         | Дата обрання | Дата звільнення |
| ----------------------------- | ------------------------------------------------------------------------- | ------------ | --------------- |
| Брижатенко Наталія Олексіївна | Сільський голова, 1957 року народження, освіта вища, член Партії регіонів | 26.03.2006   | 31.10.2010      |
| Брижатенко Наталія Олексіївна | Сільський голова, 1957 року народження, освіта вища, член Партії регіонів | 31.10.2010   | 18.09.2011      |
| Середа Сергій Іванович        | Сільський голова, 1959 року народження, освіта вища, член Партії регіонів | 18.09.2011   |                 |

Примітка: таблиця складена за даними сайту Верховної Ради України

### Депутати
За результатами місцевих виборів 2010 року депутатами ради стали:

#### За суб'єктами висування
| Суб'єкт висування           | Кількість обраних депутатів | %    |
| --------------------------- | --------------------------- | ---- |
| Партія регіонів             | 10                          | 83,3 |
| Комуністична партія України | 1                           | 8,3  |
| Самовисування               | 1                           | 8,3  |

#### За округами
| № округу                    | Прізвище, ім'я, по батькові     | Дата визнання обраним | Освіта  | Партійна приналежність            | Відомості про обраного депутата                          |
| --------------------------- | ------------------------------- | --------------------- | ------- | --------------------------------- | -------------------------------------------------------- |
| Комуністична партія України |                                 |                       |         |                                   |                                                          |
| 11                          | Булка Микола Григорович         | 02.11.2010            | вища    | член Комуністичної партії України | пенсіонер                                                |
| Партія регіонів             |                                 |                       |         |                                   |                                                          |
| 1                           | Бодня Валентина Іванівна        | 02.11.2010            | середня | член Партії регіонів              | пенсіонер                                                |
| 2                           | Коптєва Зінаїда Володимирівна   | 02.11.2010            | середня | член Партії регіонів              | Новоданилівська сільська рада, секретар виконкому        |
| 3                           | Онищенко Галина Степанівна      | 02.11.2010            | середня | член Партії регіонів              | Казанківська філія ВАТ ЕК «Миколаївобленерго», контролер |
| 4                           | Єршик Любов Андріївна           | 02.11.2010            | вища    | член Партії регіонів              | Новоданилівська загальноосвітня школа, вчитель           |
| 5                           | Савченко Микола Леонідович      | 02.11.2010            | середня | член Партії регіонів              | пенсіонер                                                |
| 6                           | Зінов'єва Валентина Іванівна    | 02.11.2010            | середня | член Партії регіонів              | домогосподарка                                           |
| 7                           | Ковалець Надія Дмитрівна        | 02.11.2010            | середня | член Партії регіонів              | тимчасово не працює                                      |
| 8                           | Дуднікова Наталія Володимирівна | 02.11.2010            | середня | член Партії регіонів              | ПП Фурзенко, реалізатор                                  |
| 9                           | Ліпейко Ірина Валентинівна      | 02.11.2010            | вища    | член Партії регіонів              | Установа № 93, молодший інспектор                        |
| 10                          | Зубік Лариса Олександрівна      | 02.11.2010            | вища    | член Партії регіонів              | Новоданилівська загальноосвітня школа, вчитель           |
| Самовисування               |                                 |                       |         |                                   |                                                          |
| 12                          | Фурзенко Тетяна Леонтіївна      | 02.11.2010            | вища    | позапартійна                      | Новоданилівська загальноосвітня школа, директор          |